# Sahaj Marg
Sahaj Marg (El Sendero Natural), una forma de Raya Yoga, es el sistema de meditación de la Shri Ram Chandra Misión (SRCM). Sahaj Marg es un método de meditación centrado en el corazón,  basado en la transmisión de energía divina, llamada Pranahuti. Los elementos característicos de Sahaj Marg son la meditación, la limpieza y la oración. La limpieza de impresiones (llamadas samskaras) es exclusiva de este método de meditación.  La meditación, en Sahag Marg, consiste en sentir la presencia de una luz divina en el corazón del que medita.

## La Práctica
La práctica diaria consiste en:
1. Una meditación por la mañana sintiendo la luz divina en el corazón (máximo una hora de duración).
2. Desarrollo de la limpieza, también llamada renovación, por la tarde al terminar la jornada, para eliminar las impresiones (samskara) acumuladas en el día, se imagina que las impresiones del día se van por la espalda en forma de humo y son reemplazadas por una luz divina. (máximo 30 minutos de duración).[5]
3. Una oración-meditación de conexión al acostarse (de 10-15 minutos de duración).[6]

La práctica semanal considera lo siguiente:
1. Sesión de meditación grupal (o Satsang) se lleva a cabo una vez por semana. Satsang puede traducirse como "unión con la verdad" (del sánscrito "sat" que significa "Verdad" y "sangha" que significa asociación, unión, compañía). Los Satsang se llevan a cabo en muchos centros de Sahaj Marg alrededor del mundo.[5]
2. Sesión de limpieza individual, cada dos semanas con un preseptor. Es un proceso de limpieza más profunda. Con la limpieza diaria, el practicante puede eliminar las impresiones superficiales, mientras que con la limpieza individual con un preceptor se eliminan los samskaras o impresiones profundas.[6]

## Historia
La organización Shri Ram Chandra Mission (SRCM),fue registrada formalmente en 1945 por Shri Ram Chandra de Shahjahanpur. Shri Ram Chandra nació el 30 de abril de 1899 en Shahjahanpur, una ciudad en el norteño estado de Uttar Pradesh, en India, y alcanzó el gran samadhi (mahāsamādhi) el 19 de abril de 1983, a la edad de 83 años. Como parte de la práctica espiritual de Sahaj Marg, Babuji (como era conocido informalmente Shri Ram Chandra de Shahjahanpur) adoptó el pranahuti una técnica de meditación, que le enseñó su maestro espiritual Lalaji.